# 新井勝也
新井 勝也（あらい かつや、1993年5月6日 - ）は、千葉県船橋市出身の日本のプロ野球選手（内野手）。

## 経歴

### 独立リーグ入団前
小学1年生のときから少年野球チームで野球を始める。6年生時にはキャプテンを務め、千葉県大会で準優勝。当時のポジションは遊撃手。中学時代は硬式野球の船橋シニアでプレー。
高校は野球の推薦で千葉県立千葉商業高等学校に進学。クリーンナップを任され、この頃から二塁を守るようになる。3年間で甲子園大会には出場できず、最高は県大会ベスト16。
大学も野球の推薦で千葉県大学野球連盟の清和大学法学部に進学。大学では、遊撃、二塁のほか、三塁も守った。大学卒業後には独立リーグを経由してのNPB入りを目指したが、4年生の春に右肩を脱臼。手術を受け、医師からの診断では完治まで1年かかるとされ、都市対抗野球大会常連の社会人野球チームからのオファーもあったが、その肩の具合から辞退した。
大学卒業後は上京し、飲食店に就職。その会社がスポンサーをしているクラブチーム・新波に入団した。野球を優先する契約だったが、働きながらリハビリや練習をする中で肩の完治に2年を要してしまい、野球ができない状態が続いた。
2017年秋に独立リーグ・四国アイランドリーグplusのトライアウトを受験。肩の状態はまだ万全ではなかったが、年齢のこともあり強行出場した。守備力がリーグ関係者の目に留まり、愛媛マンダリンパイレーツへの入団が決まった。

### 独立リーグ入団後
愛媛1年目の2018年はレギュラーを確保できず、控えに回り、半分程度の試合にしか出場できなかった。
2019年は肩の状態が万全になり、二塁のレギュラーを奪取する。上位打線を中心に全70試合に出場し、リーグ11位の打率.253、チーム2位の16盗塁の成績を残す。シーズン終了後には四国IL選抜チームの第2次選抜メンバーとして、みやざきフェニックス・リーグに後半戦から参加した。オフは打撃力向上を目指し、フィジカルトレーニングに励んだ。
しかし、2020年は打撃が向上せず、打率は.231に終わる。シーズン終了後、任意引退で愛媛を退団した。なお、新井によると表面上は任意引退だったものの、実質的には成績・年齢面からの自由契約であったという。なお、NPB入りを目指しながらも、愛媛での3年間で調査書は1通も届かなった。
同年オフ、九州地方に新たな独立リーグ・九州アジアリーグが発足。同リーグの大分B-リングスのトライアウトを受験し、同球団への入団が決まった。大分1年目の2021年はチームの専任選手では最年長であったことや、四国での3年間の経験を買われ、初代キャプテンに任命された。新井はこの年をNPB挑戦のラストシーズンと位置づけ、野球道具費や生活費、活動費、スポンサー集めのための資金援助を目的としたCAMPFIREでのクラウドファンディングを実施した。レギュラーとして出場を続けたが、この年もNPBから声はかからなかった。しかし、九州での1年間のプレーを通し、現役続行を決意した。
シーズン終了後、10月25日にいったんは2022年から選手兼任でコーチに就任することが発表されたが、11月29日に「アメリカ野球への挑戦」を理由に大分を退団することが発表された。アメリカ野球挑戦のために再度、CAMPFIREでのクラウドファンディングを立ち上げ、トラベリングチームのアジアン・ブリーズに参加してアメリカでの移籍先を探した。
プレー予定のアメリカのリーグの開幕まで期間があり、2022年4月27日、大分に選手として復帰することが発表された。背番号は前年とは異なる55を着用した。そして、6月よりリーグ戦の始まる北米独立リーグのエンパイア・リーグに参加するため、5月24日に自由契約となった。
6月からエンパイア・リーグのジャパン・アイランダーズに入団し、シーズン初戦から先発出場した。7月後半からはプラッツバーグ・サンダーバーズに移籍してプレーした。
8月17日、大分への2度目の復帰が発表され、背番号は前回とも異なる56番となる。シーズン終了後の12月16日、自由契約となった。
12月14日、北米独立リーグでMLBパートナーリーグに認定されているフロンティアリーグのエンパイアステート・グレイズと契約を結んだことを発表した。2023年は8試合の出場にとどまり、打率.154、0本塁打、2打点の成績に終わっている。
2024年2月21日、カナダのインターカウンティ・ベースボール・リーグのハミルトン・カーディナルスと契約を結んだことを報告した。

## 選手としての特徴・人物
守備範囲が広く、安定感のある守備や、俊足を持ち味とした内野手。独立リーグ入りしてからは内野の中で一番動き、頭を使うポジションだとして魅力を感じ、二塁手としてプレーする。愛媛時代の1年目はフィールディングに挫折を感じたものの、2年目、当時コーチだった白根尚貴からグラブを借りると、捕球率が格段にあがり、守備に自信をつけていった。一方、打撃力を課題とする。
小学生の頃からプロ野球選手になりたい思いを持っていたものの、高校時代まではそこまで強く思っておらず、高校3年時には制度も知らなかったこともあり、プロ野球志望届を提出しなかった。
野球を始めたきっかけはテレビに映るイチローに憧れたことから。のちに青木宣親も目標とした。なお、両選手ともに外野手であるものの、新井は一貫して内野手であるが、これは当時、守備には興味がなく、バッティングしか見ていなかったためである。四国アイランドリーグplusのトライアウトを受けたきっかけは、新井と同じ身長で小柄な水口大地が、香川オリーブガイナーズを経てNPB入団を果たした経歴を知ったことから。

## 詳細情報

### 独立リーグでの年度別打撃成績
| 年 度    | 球 団    | 試 合 | 打 席 | 打 数 | 得 点 | 安 打 | 二 塁 打 | 三 塁 打 | 本 塁 打 | 塁 打 | 打 点 | 盗 塁 | 盗 塁 死 | 犠 打 | 犠 飛 | 四 球 | 敬 遠 | 死 球 | 三 振 | 併 殺 打 | 打 率 | 出 塁 率 | 長 打 率 | O P S |
| -------- | -------- | ----- | ----- | ----- | ----- | ----- | -------- | -------- | -------- | ----- | ----- | ----- | -------- | ----- | ----- | ----- | ----- | ----- | ----- | -------- | ----- | -------- | -------- | ----- |
| 2018     | 愛媛     | 38    | 88    | 75    | 14    | 16    | 3        | 1        | 0        | 21    | 8     | 4     | 1        | 5     | 2     | 6     | -     | 0     | 11    | 0        | .213  | .265     | .280     | .545  |
| 2019     | 愛媛     | 70    | 301   | 261   | 28    | 66    | 6        | 2        | 0        | 76    | 20    | 16    | 2        | 7     | 2     | 31    | -     | 0     | 34    | 1        | .253  | .330     | .291     | .621  |
| 2020     | 愛媛     | 50    | 178   | 143   | 13    | 33    | 1        | 0        | 0        | 34    | 11    | 3     | 5        | 5     | 2     | 24    | -     | 4     | 11    | 0        | .231  | .353     | .238     | .590  |
| 2021     | 大分     | 48    | 200   | 162   | 16    | 44    | 4        | 5        | 0        | 58    | 19    | 8     | 6        | 9     | 1     | 27    | -     | 1     | 27    | 4        | .272  | .377     | .358     | .735  |
| 2022     | 大分     | 27    | 85    | 70    | 9     | 17    | 2        | 0        | 0        | 19    | 5     | 1     | 1        | 3     | 0     | 12    | -     | 0     | 12    | 1        | .243  | .354     | .271     | .625  |
| IL：3年  | IL：3年  | 158   | 567   | 479   | 55    | 115   | 10       | 3        | 0        | 131   | 39    | 23    | 8        | 17    | 6     | 61    | -     | 4     | 56    | 1        | .240  | .327     | .274     | .601  |
| KAL：2年 | KAL：2年 | 75    | 285   | 232   | 25    | 61    | 6        | 5        | 0        | 77    | 24    | 9     | 7        | 12    | 1     | 39    | -     | 1     | 39    | 5        | .263  | .370     | .332     | .702  |

- 2022年度シーズン終了時
- 太字はリーグ最高

### 背番号
- 4 （2018年 - 2021年、2022年6月 - 7月）
- 55 （2022年 - 同年5月23日）
- 25 （2022年7月）
- 56 （2022年8月17日 - 同年終了）

## 関連情報

### 出演

#### CM
- 府内産業（2021年）[24]
- 柴田産業（2021年）[25][26]